# Ultimatum tedesco del 1939 alla Lituania

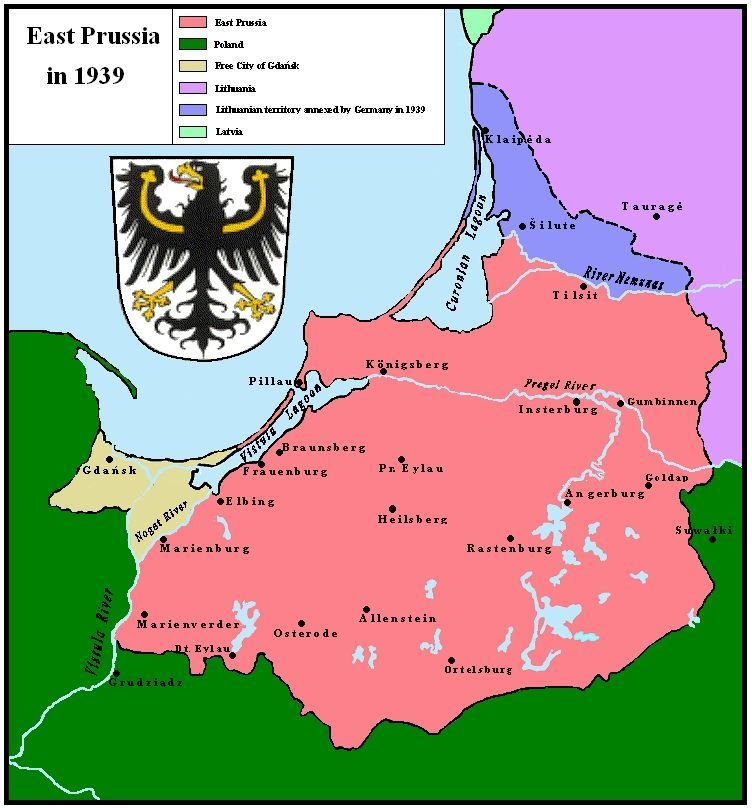
La Prussia orientale dopo che l'ultimatum entrò in vigore; la Regione di Klaipėda/Territorio di Memel è rappresentata in blu e la Prussia orientale in rosa.

L'ultimatum tedesco del 1939 alla Lituania fu un ultimatum orale che Joachim von Ribbentrop, ministro degli Esteri della Germania nazista, presentò a Juozas Urbšys, ministro degli Esteri della Lituania, il 20 marzo 1939. I tedeschi chiesero alla Lituania di rinunciare alla regione di Klaipėda (nota anche come Territorio di Memel), che era stata staccata dalla Germania dopo la prima guerra mondiale, o la Wehrmacht avrebbe invaso la Lituania e la capitale lituana Kaunas sarebbe stata bombardata. I lituani si aspettavano la richiesta, dopo anni di crescenti tensioni tra Lituania e Germania, la crescente propaganda filo-nazista nella regione e la continua espansione tedesca.
L'ultimatum venne emesso appena cinque giorni dopo l'occupazione nazista della Cecoslovacchia. La Convenzione di Klaipėda del 1924 aveva garantito la protezione dello status quo nella regione, ma i quattro firmatari di tale convenzione non offrirono alcuna assistenza materiale. Il Regno Unito e la Francia seguivano una politica di pacificazione, mentre l'Italia e il Giappone sostenevano apertamente la Germania e la Lituania accettò l'ultimatum il 22 marzo. Per la Germania fu l'ultima acquisizione territoriale prima della seconda guerra mondiale, che produsse una grave flessione dell'economia della Lituania e aumentò complessivamente le tensioni prebelliche per l'Europa.

## La disputa di Klaipėda
Klaipėda (in tedesco Memel), un importante porto marittimo della Prussia orientale, venne staccato dalla Germania dall'articolo 28 del Trattato di Versailles ed era governato dagli Alleati ai sensi dell'articolo 99. La Francia assunse l'amministrazione della regione mentre la Lituania continuò a fare pressioni per il suo controllo, sostenendo che sarebbe dovuto appartenere alla Lituania poiché aveva una significativa popolazione lituana (vedi Lituania minore) ed era l'unico accesso del paese al Mar Baltico. Anche la Polonia rivendicò il territorio. Poiché gli Alleati erano riluttanti a prendere una decisione e sembrava che la regione sarebbe rimasta uno stato libero molto simile alla Città Libera di Danzica, la Lituania prese l'iniziativa e organizzò la rivolta di Klaipėda nel gennaio 1923. La Russia sovietica e la Germania sostennero l'azione. La regione, in quanto territorio autonomo con un proprio parlamento (Parlamento di Klaipėda), venne assegnata alla Lituania. La regione copriva circa 2 400 chilometri quadri (930 mi²) ed aveva una popolazione di circa 140.000 abitanti.
Durante gli anni '20, la Lituania e la Germania mantennero un rapporto relativamente normale dato che erano unite da un sentimento anti-polacco. Nel gennaio del 1928, dopo lunghi e difficili negoziati, Germania e Lituania firmarono un trattato di confine, che lasciava Klaipėda sul lato lituano. Tuttavia, le tensioni iniziarono ad aumentare negli anni '30 dopo che la Germania nazista sostituì la Repubblica di Weimar. Un periodo particolarmente teso arrivò nel febbraio del 1934, quando il governo lituano arrestò dozzine di attivisti filonazisti. In risposta a questi arresti e processi, la Germania dichiarò un boicottaggio delle importazioni agricole lituane. Il boicottaggio causò una crisi economica nella Sudovia (Lituania meridionale), dove gli agricoltori organizzarono violente proteste. Tuttavia, dopo il plebiscito nella Saar la maggior parte dei prigionieri filonazisti ricevette l'amnistia. Sulla scia delle amnistie, il prestigio lituano soffrì sia all'estero che a Klaipėda, consentendo alla Germania di rafforzare la sua influenza nella regione.

## L'aumento della tensione
Nella primavera del 1938 Adolf Hitler dichiarò personalmente che riconquistare Klaipėda era una delle sue massime priorità, seconda sola alla conquista dei Sudeti. Quando la Polonia presentò il suo ultimatum alla Lituania nel marzo 1938, la Germania dichiarò apertamente che, in caso di uno scontro militare tra la Polonia e la Lituania, il suo esercito avrebbe invaso la Lituania per conquistare Klaipėda e una grande porzione della Lituania occidentale. Una settimana dopo che la Lituania ebbe accettato l'ultimatum polacco, la Germania presentò un memorandum di undici punti che chiedeva la libertà d'azione per gli attivisti filotedeschi e una diminuzione dell'influenza lituana nella regione. I suoi punti erano espressi in modo deliberatamente vago, il che avrebbe consentito alla Germania di accusare la Lituania di violazioni. La Lituania scelse di rimandare la gestione del problema, sperando che la situazione internazionale migliorasse. Nel frattempo sperava di non dare motivi di protesta alla popolazione tedesca.
Questa tattica non ebbe successo: la propaganda e le proteste filonaziste dilagavano, anche tra la popolazione lituana, e il governo locale non era in grado di prevenirle. I nazisti molestarono fisicamente le organizzazioni lituane. Il 1º novembre 1938 la Lituania subì pressioni affinché revocasse la legge marziale e la censura della stampa. Durante le elezioni di dicembre nel Parlamento di Klaipėda, i partiti filotedeschi ricevettero l'87% dei voti (25 seggi su 29) nella regione di Klaipėda. Il dr. Ernst Neumann, imputato principale nei processi del 1934, venne rilasciato dal carcere nel febbraio 1938 e divenne il leader del movimento filotedesco di Klaipeda. Nel mese di dicembre venne ricevuto da Adolf Hitler, il quale gli assicurò che la questione di Klaipėda sarebbe stata risolta entro marzo o aprile del 1939. Neumann e altri attivisti nazisti affermarono il diritto di autodeterminazione della regione e chiesero che la Lituania avviasse negoziati sullo status politico di Klaipėda. Il parlamento avrebbe dovuto votare per un ritorno alla Germania quando si riunì il 25 marzo 1939. I canali ufficiali tedeschi mantennero il silenzio sulla questione. La Germania sperava che la Lituania rinunciasse volontariamente alla regione travagliata e una posizione pubblica avrebbe potuto disturbare le delicate discussioni in cui era allora impegnata con la Polonia su un'alleanza anticomunista contro l'Unione Sovietica.

## L'ultimatum
Al governo lituano erano giunte voci secondo cui la Germania aveva piani specifici per prendere Klaipėda. Il 12 marzo, il ministro degli Esteri Urbšys rappresentò la Lituania all'incoronazione di papa Pio XII a Roma. Al suo ritorno in Lituania si fermò a Berlino con la speranza di chiarire le voci crescenti. Il 20 marzo, Ribbentrop accettò di incontrarsi con Urbšys, ma non con Kazys Škirpa, a cui venne chiesto di aspettare in un'altra stanza. La conversazione durò per circa 40 minuti. Ribbentrop chiese il ritorno di Klaipėda alla Germania e minacciò azioni militari. Urbšys trasmise l'ultimatum verbale al governo lituano. Poiché l'ultimatum non venne mai messo per iscritto e non includeva una scadenza formale, alcuni storici ne hanno minimizzato l'importanza, descrivendolo come un "insieme di richieste" piuttosto che come un ultimatum. Tuttavia, venne chiarito che sarebbe stata usata la forza se la Lituania avesse resistito e venne avvertita di non chiedere aiuto ad altre nazioni. Sebbene non venne data una chiara scadenza, alla Lituania venne detto di prendere una decisione rapida e che eventuali scontri o vittime tedesche avrebbero inevitabilmente provocato una risposta dell'esercito tedesco.
La Lituania informò segretamente i firmatari della Convenzione di Klaipėda riguardo a queste richieste, poiché tecnicamente la Lituania non poteva trasferire Klaipėda senza l'approvazione dei firmatari. Italia e Giappone sostennero la Germania nella questione, mentre Regno Unito e Francia espressero simpatia per la Lituania ma scelsero di non offrire alcuna assistenza materiale. Seguivano una politica ben pubblicizzata per placare Hitler. Il Regno Unito trattò il problema nello stesso modo con cui aveva trattato la crisi dei Sudeti e non pianificò di assistere la Lituania o le altre repubbliche baltiche se fossero state attaccate dalla Germania. L'Unione Sovietica, pur sostenendo in linea di principio la Lituania, non desiderava interrompere le sue relazioni con la Germania a quel punto, poiché stava contemplando un patto con i nazisti. Senza alcun supporto internazionale materiale, la Lituania non aveva altra scelta che accettare l'ultimatum. La diplomazia lituana definì la concessione un "male necessario" che avrebbe consentito alla Lituania di preservare la sua indipendenza e mantenne la speranza che fosse solo una ritirata temporanea.

## L'accettazione
Alle 01:00, il 23 marzo, Urbšys e Ribbentrop firmarono un trattato, effettivo dal 22 marzo, che affermava che la Lituania trasferiva volontariamente la Regione di Klaipėda alla Germania. Il trattato comprendeva cinque articoli:
Entrambe le parti nomineranno commissari, per quanto si rivelerà necessario, che siano in grado di effettuare il passaggio di consegne dell'amministrazione non affidate ad autorità autonome della Regione di Klaipėda.
I regolamenti del resto delle questioni derivanti dal cambio della sovranità statale, in particolare le questioni economiche e finanziarie, le questioni dei funzionari e della cittadinanza, sono riservati ad accordi particolari.
Articolo III: Per tener conto delle sue esigenze economiche, verrà istituita una zona lituana di porto franco per la Lituania a Klaipėda. I dettagli verranno espressamente regolati secondo le indicazioni di un allegato al presente accordo.
Articolo IV: Al fine di rafforzare la propria decisione e di salvaguardare lo sviluppo amichevole delle relazioni tra la Germania e la Lituania, entrambe le parti si assumono l'obbligo di non procedere contro l'altra con la forza né di sostenere un attacco da una terza parte contro una delle due parti.
Articolo V: Il presente accordo entrerà in vigore al momento della firma. A testimonianza di ciò, i plenipotenziari di entrambe le parti firmano questo trattato, redatto doppio in originale sia in lingua tedesca che in lingua lituana.»
(Berlino, 22 marzo, 1939 - Trattato lituano-tedesco come citato sul The New York Times)

## Conseguenze

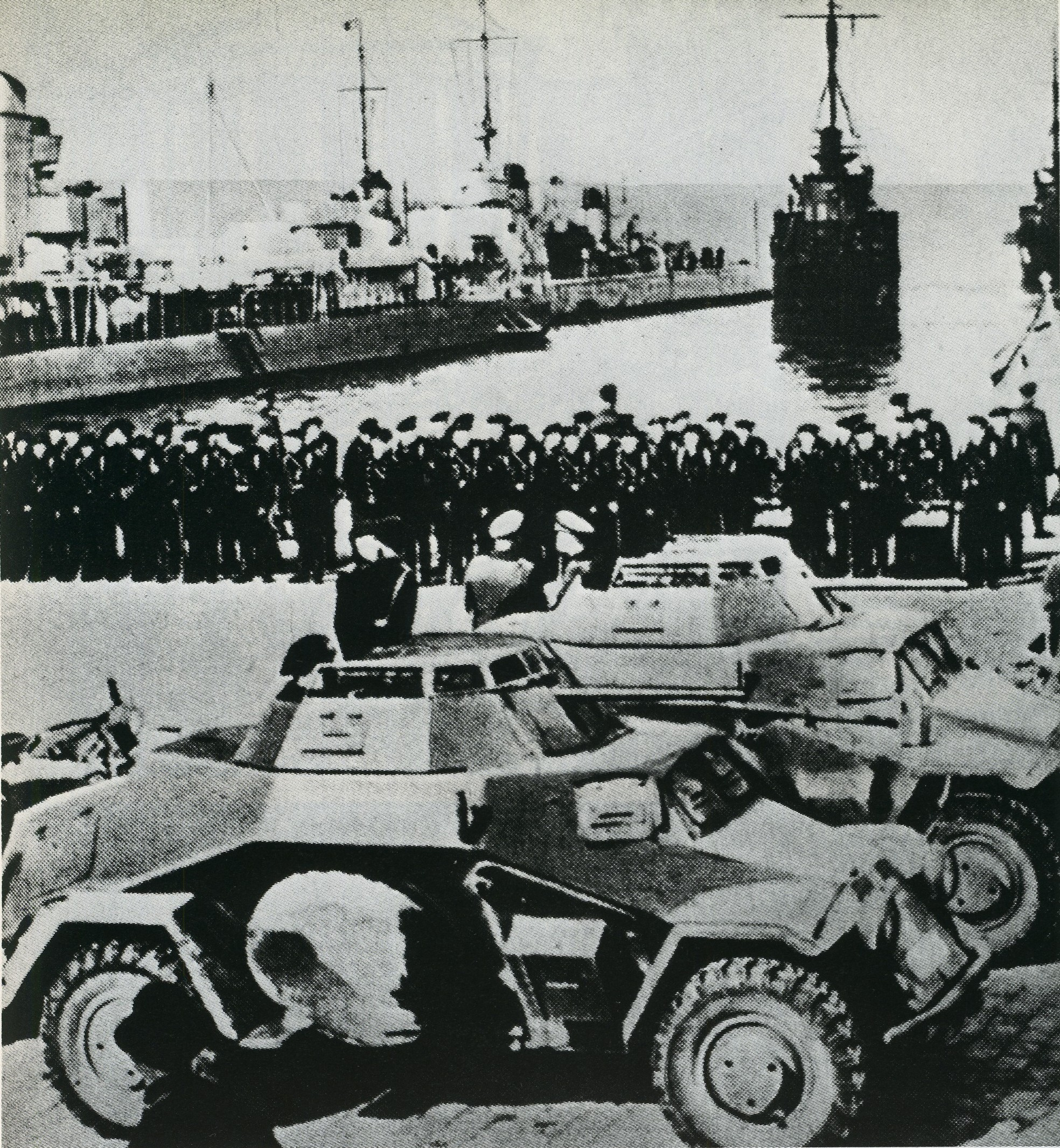
L'esercito e la marina tedesche a Memel, marzo 1939. In primo piano, autoblindo leggeri tedeschi Sd.Kfz. 222

Prima della firma del trattato, i soldati tedeschi erano già entrati nel porto di Klaipėda. Adolf Hitler, a bordo dell'incrociatore Deutschland, visitò personalmente la città e tenne un breve discorso. La flotta che salpò per Klaipėda includeva l'incrociatore Admiral Graf Spee, gli incrociatori Nürnberg, Leipzig, e Köln, due squadroni di cacciatorpediniere, tre flottiglie di torpediniere e una flottiglia di battelli. Al momento la marina militare lituana aveva una sola nave da guerra, la Prezidentas Smetona, una dragamine convertita di 580 tonnellate. Mentre i tedeschi stavano celebrando il ritorno della città, i politici europei espressero timori che la Città Libera di Danzica sarebbe stato il prossimo obiettivo di Hitler.
| Industria nella Regione di Klaipėda (1939) | Industria nella Regione di Klaipėda (1939) | Industria nella Regione di Klaipėda (1939) |
| Industria                                  | Produzione (in 000 litas)                  | Produzione (% del totale nazionale)        |
| ------------------------------------------ | ------------------------------------------ | ------------------------------------------ |
| Torba                                      | 1,272                                      | 13.3                                       |
| Metalli e macchinari                       | 2,377                                      | 10.6                                       |
| Sostanze chimiche                          | 7.747                                      | 36.6                                       |
| Pelli e pellicce                           | 764                                        | 4.2                                        |
| Tessili                                    | 28,257                                     | 44.2                                       |
| Legno                                      | 20,899                                     | 53.9                                       |
| Carta e stampa                             | 20,744                                     | 57.6                                       |
| Generi alimentari                          | 27,250                                     | 21.5                                       |
| Vestiti                                    | 1,495                                      | 6.6                                        |
| Elettricità e gas                          | 4,938                                      | 28.6                                       |

L'accettazione incondizionata del presidente Antanas Smetona di un secondo ultimatum nell'arco di poco più di un anno diventò una delle principali fonti d'insoddisfazione per il suo regime autoritario. L'ultimatum tedesco innescò una crisi politica: il governo passivo di Vladas Mironas venne sostituito da un governo guidato dal generale Jonas Černius. Per la prima volta dal colpo di stato del 1926, il governo incluse membri dell'opposizione: Leonas Bistras, del Partito dei Democratici Cristiani di Lituania, venne nominato ministro dell'Istruzione e Jurgis Krikščiūnas, dell'Unione Popolare dei Contadini di Lituania, venne nominato ministro dell'Agricoltura. Poiché gli altri partiti erano stati banditi, Bistras e Krikščiūnas vennero ufficialmente classificati come privati cittadini indipendenti. Anche quattro generali erano ora membri del governo. Tuttavia, anche l'incombente crisi internazionale non indusse i politici lituani ad unirsi ed essi continuarono ad impegnarsi in piccole controversie politiche.
La perdita del suo unico accesso al Mar Baltico fu un duro colpo per l'economia lituana. Tra il 70% e l'80% del commercio estero passava attraverso Klaipėda. La regione, che rappresentava solo il 5% circa del territorio della Lituania, conteneva un terzo della sua industria. La Lituania perse anche i suoi pesanti investimenti nelle infrastrutture del porto. Circa 10.000 rifugiati, per lo più ebrei, lasciarono la regione e cercarono riparo e sostegno da parte del governo lituano. I lituani dubitavano del destino del loro paese: tra marzo ed aprile il ritiro di depositi nelle banche e negli istituti di credito ammontò a quasi il 20% dei depositi totali. Dopo la perdita di Klaipėda, la Lituania si spostò nella sfera di influenza tedesca, soprattutto in termini di scambi commerciali. Alla fine del 1939, la Germania rappresentava il 75% delle esportazioni lituane e l'86% delle sue importazioni. Germania ed Unione Sovietica conclusero il patto Molotov-Ribbentrop nel 1939, dividendo l'Europa orientale nelle rispettive sfere di influenza. La Lituania venne inizialmente assegnata alla Germania. Dopo l'invasione della Polonia, il trattato di frontiera tedesco-sovietico assegnò la Lituania alla sfera di influenza sovietica. Nel giugno 1940 venne anche accettato un ultimatum sovietico, che vide il paese annesso dall'Unione Sovietica.